# نهر تشارلز
نهر تشارلزهو نهر بطول 129 كم يقع في الجهة الشرقية لولاية ماساتشوستس بالولايات المتحدة الأمريكية. النهر الذي يجري باتجاه الشمال شرق يمر بـ 22 مدينة وقرية من منبعه في قرية هوبكنتون حتى يصب في المحيط الأطلسي عند مدينة بوسطن.
كما يوجد عليه سدان أحدهما سد وترتاون سد (بلدة المياه)